# Mobile Suit Gundam SEED: Battle Assault
Mobile Suit Gundam SEED: Battle Assault est un jeu vidéo de combat développé et édité par Bandai en août 2004 sur Game Boy Advance. C'est une adaptation en jeu vidéo de la série basée sur l'anime Mobile Suit Gundam et c'est le quatrième opus d'une série composée de cinq jeux vidéo de combat,.

## Série
1. Gundam: Battle Assault : 1998, PlayStation
2. Gundam: Battle Assault 2 : 2002, PlayStation
3. Mobile Suit Gundam SEED: Battle Assault
4. Battle Assault 3: Featuring Mobile Suit Gundam Seed: 2004, PlayStation 2